# 劉祉
劉 祉（りゅう し、紀元前7年 - 35年）は、中国の新代から後漢時代初期にかけての武将・政治家。字は巨伯。荊州南陽郡蔡陽県（湖北省棗陽市）の人。曾祖父は舂陵侯劉熊渠。祖父は舂陵侯劉仁。父は舂陵侯劉敞。後漢の光武帝（劉秀）の曾祖父の劉外は劉熊渠の弟にあたるため、光武帝の族兄にあたる。弟は劉終。従兄弟（叔父の劉憲の子）は劉嘉。子は劉平・劉堅。

## 事跡

### 不遇の年少時代
| 姓名           | 劉祉                                                              |
| 時代           | 新代                                                              |
| 生没年         | 紀元前7年（綏和2年） - 35年（建武11年）                           |
| 字・別号       | 巨伯（字）                                                        |
| 本貫・出身地等 | 荊州南陽郡蔡陽県                                                  |
| 職官           | 〔舂陵軍部将〕→太常将軍〔更始〕                                   |
| 爵位・号等     | 舂陵侯〔更始〕→定陶王〔更始〕 →城陽王〔後漢〕→城陽恭王〔没後〕    |
| 陣営・所属等   | 劉縯→更始帝→光武帝                                                |
| 家族・一族     | 父：劉敞 弟：劉終 子：劉平（竟陵侯）、劉堅（高郷侯） 従兄弟：劉嘉 |

父の劉敞は、始めは劉発の子の劉丹の玄孫である族兄の安衆侯劉崇と共に王莽排斥を企んでいたが、居摂元年（6年）に劉崇の謀反は露見して失敗する。劉敞は、別に私党を結成しようと謀り、高陵侯翟宣の娘を劉祉に娶わせた。
ところが、居摂2年（7年）に翟宣の弟の翟義が反乱を起こしたため、南陽の官軍は翟宣の娘を殺害し、劉祉は収監されてしまう。劉敞が王莽に懸命に謝罪したことで、何とか劉祉は助命された。その後、劉敞は子爵に降格させられ、更に爵位を奪われた後に死去し、劉祉は王莽から無視されて官職すら与えられなかった。しかし劉祉は劉敞の嫡子であり、人柄も純朴で情に厚かったため、劉氏一族から尊敬されていた。

### 更始政権と後漢での事跡
地皇3年（22年）、劉縯・劉秀らの舂陵軍が挙兵すると、劉祉も兄弟を率いてこれに従軍したが、宛（南陽郡）に残された家族は、新の前隊大夫甄阜に収監されてしまう。この年の末の小長安聚（南陽郡育陽県）の戦いで舂陵軍は甄阜らに敗北したが、劉祉は退却して棘陽（南陽郡）を防衛し、抵抗を継続したため、宛の家族は皆殺しにされた。
更始元年（23年）2月、劉玄が更始帝として即位すると、劉祉は太常将軍に任命され、舂陵侯に封じられた。更始2年（24年）2月、劉祉は更始帝に随従して長安に入り、定陶王に封じられた。
更始3年（25年）1月、方望が王莽に廃された劉嬰（孺子嬰）を臨涇（安定郡）で天子に擁立すると、劉祉は丞相李松、討難将軍蘇茂と劉嬰らを討伐した。9月に更始政権が滅亡すると、劉祉は洛陽へ逃れて、光武帝（劉秀）に降った。光武帝は、劉氏一族の中で劉祉が真っ先に駆けつけたことを大いに喜んだという。建武2年（26年）、劉祉は城陽王に封じられ、父の劉敞は康侯を追贈された。
建武11年（35年）、劉祉は病のために死去した。享年43。恭王と諡された。子の劉平が後を継いだが、竟陵侯に降格された。